# Vol Gazpromavia 9608
Le 12 juillet 2024, un Sukhoi Superjet 100 effectuant le vol Gazpromavia 9608, un vol de convoyage opéré par la compagnie aérienne russe Gazpromavia, entre l'aéroport de Tretyakovo et l'aéroport international de Vnoukovo, s'écrase quelques minutes après le décollage. Les trois membres d'équipage décèdent lors de l'accident.

## Avion et équipage
L'aéronef impliqué est un Sukhoi Superjet 100-95LR, MSN 95078, et immatriculé RA-89049. L'avion est fabriqué en 2014 et le vol comprend trois membres d'équipage, composés par le capitaine Evgeniy Bulavko, le commandant de bord Vladislav Kharlamov et l'Ingénieur de vol Maxim Lukmanov,,,.

## Accident
L'avion opère un vol de convoyage et de test depuis l'usine d'aviation de Loukhovitsy après une maintenance. Quatre minutes après le décollage, l'avion établit son dernier contact avec le contrôleur aérien et atteint son altitude maximale d'environ 900 mètres (2 953 pi). 

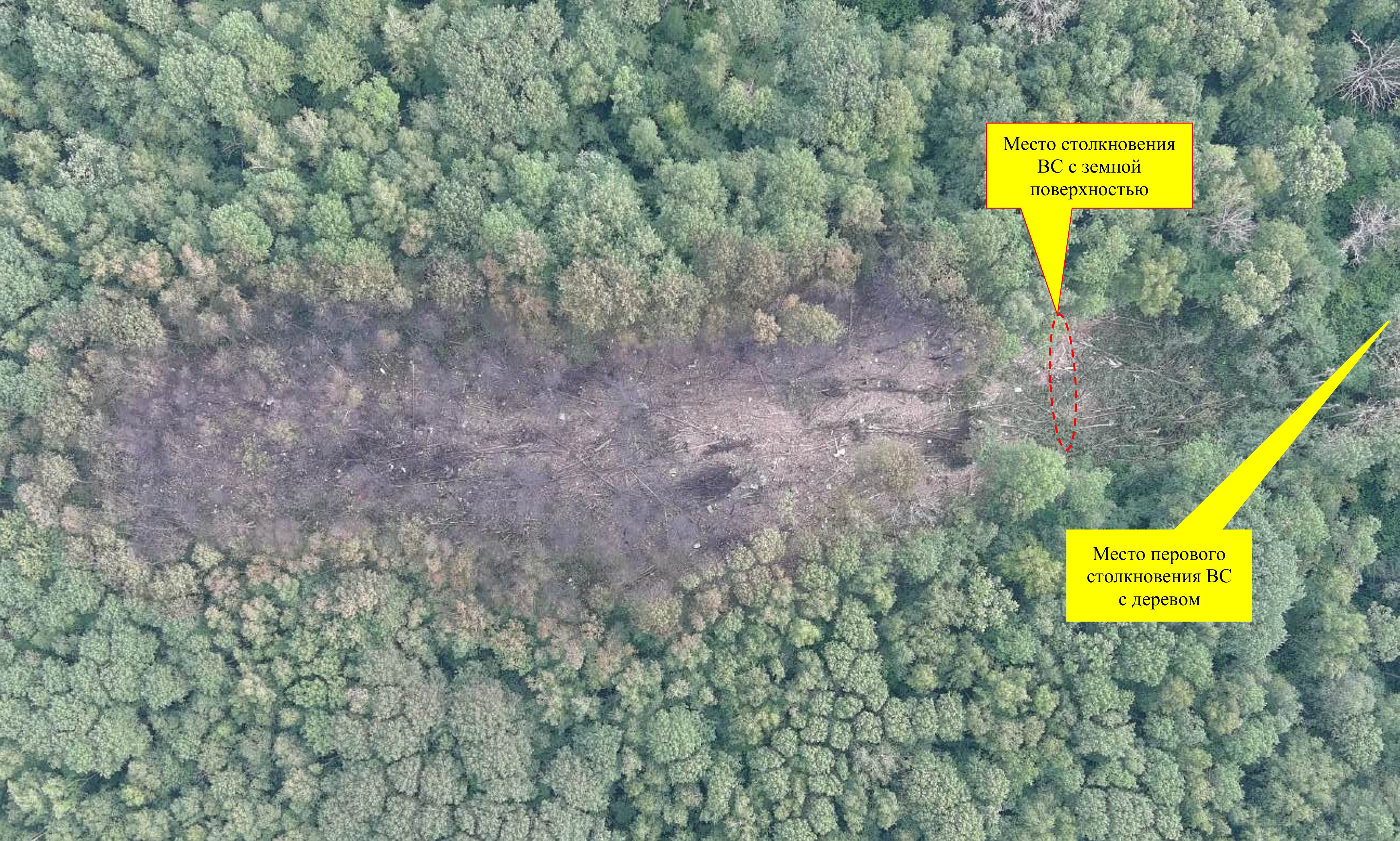
Prise de vue aérienne du site de l'accident.

Le vol 9608 s'écrase 7 minutes après le décollage, à environ 80 kilomètres au sud-est de son aéroport de destination, près de la ville de Kolomna, dans une zone boisée, tuant tous les trois membres d'équipage à bord,,, à savoir deux pilotes et un ingénieur de vol, tous employés de Sukhoi. 
Selon Novaya Gazeta, l'avion envoie un signal de détresse et fait des cercles pour brûler du carburant en vue de réaliser un atterrissage d'urgence, avant de s'écraser. 
Selon des sources citées par Izvestia, la cause probable du crash est le dysfonctionnement des capteurs d'angle d'attaque, installés pendant la maintenance. C'est la cinquième perte de coque et le troisième accident mortel du Superjet depuis son introduction en 2011.

### Chronologie des événements
À 14:52:00, le vol GZP9608 décolle de l'Aéroport de Tretyakovo.
À 14:55:23, le contrôleur aérien de l'aérodrome donne à l'équipage l'ordre d'atteindre une altitude de 3 048 mètres et de suivre un cap de 260° sans restrictions. Dernier contact radio avec l'équipage. Les tentatives ultérieures de rétablir le contact sont infructueuses, mais l'avion atteint une altitude maximale de 1 600 mètres pendant le vol.
À 14:57:56, le contrôleur aérien constate une tendance à la descente de l'avion sur le formulaire de suivi.
À 14:58:03, le contrôleur aérien demande à l'équipage de confirmer qu'ils atteignent une altitude de 3 048 mètres. À ce moment, le formulaire de suivi indique une altitude actuelle de 1 380 mètres, avec une vitesse de descente verticale de 790 m/min.
À 14:58:43, le formulaire de suivi indique brièvement une altitude actuelle de 1 460 mètres.
À 14:59:04, l'altitude de vol est de 1 120 mètres, et la vitesse de descente verticale est de 1 280 m/min.
À 14:59:19, l'altitude de vol est de 900 mètres, et la vitesse de descente verticale augmente à 2 100 m/min.
Aux environs de 15:00:00, la trace du vol GZP9608 disparaît de l'écran radar dans la région du village de Bolshoye Karasyovo à une altitude de 900 mètres.

## Enquête
L'enquête est menée par le Comité interétatique d'aviation russe (IAC). Dans la soirée du 12 juillet, les deux enregistreurs de vol sont retrouvés.
Le 30 août 2024, l'IAC a publié le rapport préliminaire sur l'accident. Selon le rapport préliminaire, alors que l'avion volait à 5 000 pieds (1 524 m) avec un angle d'attaque (AOA) compris entre 5 et 6°, la centrale aérodynamique n°1 a indiqué un AOA compris entre 10 et 11,5°, tandis que la centrale aérodynamique n°2 a indiqué un AOA compris entre 11 et 13,5° ; l'avion volait à une vitesse de croisière de 230 nœuds (426 km/h). L'équipage a reçu l'autorisation de monter à 15 000 pieds (4 572 m) (FL 150), mais l'avion a d'abord semblé monter, mais il a ensuite commencé à descendre. Pour corriger cela, le copilote a tenté de redresser le nez de l'avion à près de 14°, provoquant la déconnexion du pilote automatique. Le commandant de bord a ensuite pris les commandes et a accéléré à 270 nœuds (500 km/h), arrêtant ainsi la descente. À une altitude de 4 500 pieds (1 372 m), alors que l'appareil reprenait sa montée, l'équipage a coupé l'automanette et, par conséquent, la vitesse de l'avion a atteint 308 nœuds (570 km/h), ce qui a activé l'alarme de survitesse. L'équipage a ensuite signalé la vitesse non fiable au contrôle aérien (ATC). En raison de cette vitesse excessive, le Superjet 100 a entamé une manœuvre à cabrer et les pilotes ont actionnés les aérofreins pour ralentir l'appareil. La montée a été interrompue vers 4 800 pieds (1 463 m), mais les gouvernes de profondeur se sont alors automatiquement abaissé pour incliner le nez vers le bas, afin d'éviter un AOA excessif, de sorte que l'avion a recommencé à descendre. À une altitude de 3 000 pieds (914 m), l'équipage a tenté d'arrêter la descente, mais les gouvernes de profondeur n'ont pas répondu et l'avion a finnalement percuté le sol à une vitesse de 365 nœuds (676 km/h).
Le 25 juillet 2025, l'IAC a publié son rapport final, qui conclut que le crash a été causé par un dysfonctionnement des différents systèmes de protection de vitesse et d'angle d'attaque.
Une source proche de l'enquête a déclaré à Izvestia qu'un des ingénieurs de l'usine d'aviation de Loukhovitsy a installé deux des quatre capteurs d'angle d'attaque avec un écart d'environ 5°. Cela aurait conduit à une activation (incorrecte) du système d'avertissement de décrochage.